# Chinonyerem Macleans
Chinonyerem Macleans, née le 1er octobre 1999 à Aba, est une footballeuse internationale nigériane. Elle évolue au poste d'attaquante au Lokomotiv Moscou en première division russe.

## Carrière

### Carrière en club
Macleans fait ses débuts en club en 2020 lorsqu'elle rejoint l'équipe du FK Bobrouitchanka à Babrouïsk en Biélorussie. En 2022, elle est recrutée au sein du Lokomotiv Moscou en Russie.

### Carrière internationale
Elle effectue son premier match international le 07 juillet 2022 lors de la Coupe d'Afrique des nations face au Botswana.
En 2024, elle est sélectionnée par Randy Waldrum (en) pour participer aux Jeux olympiques à Paris.